# Noel Antonio Londoño Buitrago
Noel Antonio Londoño Buitrago CSsR (* 6. August 1949 in Quimbaye, Quindío, Kolumbien) ist Bischof von Jericó.

## Leben
Noel Antonio Londoño Buitrago trat in die Ordensgemeinschaft der Redemptoristen ein und empfing am 23. November 1973 das Sakrament der Priesterweihe.
Am 13. Juni 2013 ernannte ihn Papst Franziskus zum Bischof von Jericó. Die Bischofsweihe spendete ihm der Erzbischof von Santa Cruz de la Sierra, Julio Kardinal Terrazas Sandoval, am 10. August desselben Jahres; Mitkonsekratoren waren der Apostolische Nuntius in Kolumbien, Ettore Balestrero, und der Erzbischof von Cali, Darío de Jesús Monsalve Mejía. Die Amtseinführung im Bistum Jericó folgte am 24. August.